# Abschnittsbefestigung Schanzel (Neuburg am Inn)
Die Abschnittsbefestigung Schanzel liegt in der niederbayerischen Gemeinde Neuburg am Inn im Landkreis Passau. Der Biberbach verläuft etwa 450 m weiter südlich. Im Nordosten liegt in 700 m Entfernung die Abschnittsbefestigung Hochschanze. Die Anlage liegt in einem Waldgebiet, ca. 2200 m westlich der Ortsmitte von Neuburg. Die Anlage wird als Bodendenkmal unter der Aktennummer D-2-7446-0104 im Bayernatlas als „spätlatènezeitliche Viereckschanze ‚Alte Schanze‘“ geführt.

## Beschreibung
Auf einem breiten, mäßig nach Süden abfallenden Höhenrücken liegt die Viereckschanze „Alte Schanze“. Sie besitzt einen annähernd quadratischen Grundriss, deren etwa 70 m lange Seiten nach den Himmelsrichtungen ausgerichtet sind. Ein etwa 1 m hoher Wall umschließt den nach Süden um 3 m abfallenden Innenraum. Von der gewölbten Krone fällt der Wall bis zu 3 m zur Sohle des davorliegenden Grabens ab. Dessen Tiefe beträgt bis zu 1 m. Ein Zugang befindet sich in der Mitte der Südseite. Auf dieser Seite ist der Wall beschädigt sowie teilweise abgetragen und der Graben ist z. T. aufgefüllt. An der Ostseite ist der Wall durch zwei rezente Durchstiche gestört. 